# IFK Uddevalla
IFK Uddevalla är en fotbollsklubb i Uddevalla, bildad den 19 maj 1905.
Klubben har två säsonger i Fotbollsallsvenskan på sin meritlista, 1925/1926 och 1926/1927. Senast klubben spelade i elitsammanhang var i division 1 1993. Under 1990-talet var IFK var ett av tre lag från Uddevalla som höll till i någon av de två högsta svenska serierna. Oddevold spelade i allsvenskan 1996 och Ljungskile i allsvenskan 1997.

## Historia
Idrottsföreningen Kamraterna Uddevalla bildades den 14 maj 1905 och är i dag den äldsta verksamma fotbollsföreningen i Bohuslän.
IFK Uddevallas första styrelse kom att bestå av John Andrén (ordförande), Viktor Karlsson (vice ordförande), Awe Johansson (kassör), Mikael Swanberg (sekreterare), Johan Johansson, Albert Johansson och Gustav Lidman (ledamöter), Axel Hagman (suppleant), Karl Hansson (uppbördsman) och Albert Andersson, Hans Lundgren (revisorer).
Från början var IFK Uddevalla en förening med många sektioner men fotbollen har hela tiden varit den dominerande grenen. Brottning, simning, skidåkning, friidrott, bandy, handboll, ishockey och konståkning har under åren haft egna sektioner inom föreningen. Idag är dock IFK Uddevalla en renodlad fotbollsförening.

### IFK Uddevalla i Allsvenskan
Redan 1906 övertogs ordförandeklubban av den legendariske Oskar Andersson. Under hans ledning kom föreningen att nå allsvensk status under två säsonger, 1925/1926 och 1926/1927. Oskar Andersson var vid tiden tillika ordförande i Bohuslän-Dals Fotbollförbund, Bohuslän-Dals Idrottsförbund, samt även ledamot i Svenska FotbollFörbundet. Oskar Andersson var också en initiativtagare till att IFK Uddevalla då byggde Rimnersvallen, vilken invigdes under 1923. Premiäråret i allsvenskan slutade med en tiondeplats, marginalen till nedflyttade IFK Malmö och IK City var två respektive tio poäng, IFK hade därtill en klart bättre målskillnad. Under sin andra allsvenska säsong slutade dock IFK klart sist och degraderades tillsammans med Westermalms IF. IFK har sedan dess inte lyckats ta sig tillbaka till den högsta divisionen.
Under Oskar Anderssons ordförandeskap (vilket varade mellan 1906 och 1942) formades föreningen till en av Sveriges mest respektabla fotbollsföreningar.

### Senare historia

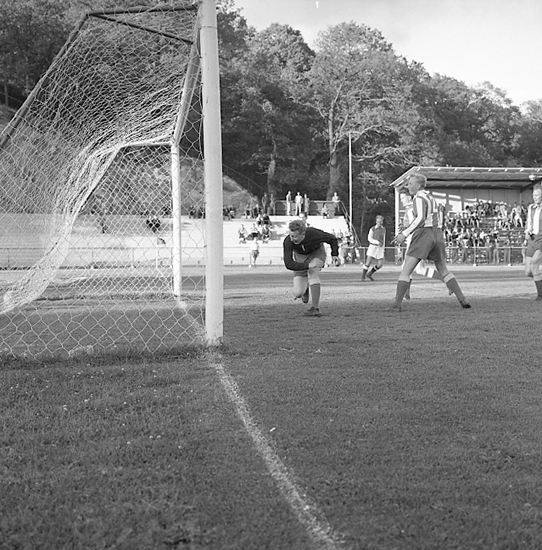
IFK Uddevalla möter Gais i en vänskapsmatch på Rimnersvallen i juli 1957. Matchen slutade hela 10–0 till Gais.

År 1949 skänkte redaren Gustaf B Thordén mark till IFK Uddevalla, varvid Lilla Bosön invigdes. Anläggningen kom att bilda grunden för föreningens ungdomsverksamhet, och redan i början av 50-talet hade föreningen 1 juniorlag och 10 pojklag. Under 1960-talet fortsatte Bror Eriksson och Bertil Waldetoft föreningens framgångsrika ungdomsarbete, och lade grunden till dagens omfattande verksamhet.
Första föreningslokalen kom att ligga på Föreningsgatan, och kom att bli en av stadens första ”ungdomsgårdar”. Via Agnebergsgården, Rakan och Kamratgården på Storgatan, är i dag föreningen förankrad på sin nya anläggning Kamratgården.
IFK Uddevalla har under åren också varit arrangörer för turneringsverksamhet. Tillsammans med tidningen Bohusläningen arrangerades Pojkcuperna, och numera inomhusturneringen Uddevallakannan. Under 1970-talet var Kamratträffen en ljusglimt i stadens ungdomsfotboll.
Framgångarna hade uteblivit för föreningen trots att profilstarka spelare som Pablo Andersson värvats in för stora summor pengar.
År 1993 gjorde IFK sitt senaste besök i landets näst högsta serie. I en jämn tabell slutade laget på tolfte plats i division 1 södra, två poäng efter Lunds BK ovanför strecken och Myresjö IF på kvalplats.
Det efterlängtade steget till division 1 togs 2013 istället efter en stark säsong med få formsvackor, högst bidragande till avancemanget var klubbikonen Mats Johansson som med sin spelförståelse och rutin kunde lyfta fjolårets mittenlag till ett vinnarlag. Säsongen kröntes med ett 1-1-resultat mot Jonsereds IF på en fullsatt Kamratgården.
Säsongen 2016 var en bra säsong för IFK Uddevalla. A-laget kvalade för att ta sig upp till division 1. Kvalet var dock ett misslyckande och man fick fortsätta att spela i division 2 även under kommande säsong. 
Säsongen 2016 förlorade IFK Uddevalla i sista kvalomgången till Div 1 mot Rosengård som därmed avancerade till Div 1 södra.

## Kamratgården
Kamratgården är belägen i de norra stadsdelarna av Uddevalla, på ett område vid namn Fridhem. Anläggningen togs i bruk av IFK Uddevalla i december 2000, och har kommit att bli ett naturligt och nödvändigt centrum för föreningens stora verksamhet.  
Kamratgården består av ett klubbhus 360 kvm med bland annat samlingssal, omklädningsrum, sammanträdesrum, bastu, tvättstuga, kök och kontorsutrymme.
Planen med konstgräs har måtten 180 x 70 meter, med åtta belysningsmaster och två läktare.
Anläggningen innefattar en garagebyggnad med tillhörande verkstad, och ett förrådsutrymme på ca 135 kvm. En mindre byggnad utgör möjligheter för styrketräning och sammanträde.

## Truppen 2018[2]
| Nr | Land    | Pos | Namn                |
| -- | ------- | --- | ------------------- |
| 3  | Sverige | F   | Andreas Johansson   |
| 6  | Sverige | F   | Fredrik Brändén     |
| 13 | Sverige | F   | Johan Ewerlöf       |
| 7  | Sverige | F   | Edon Qeriqi         |
| 25 | Sverige | F   | Joakim Berggren     |
| 25 | Sverige | MF  | Pajtim Beka         |
| 17 | Sverige | MF  | Ahmed Abdultaofik   |
| 24 | Sverige | MF  | Sebastian Jaconelli |
| 23 | Sverige | MF  | Jonas Andersson     |
| 5  | Sverige | MF  | Linus Skarin        |
| 19 | Sverige | A   | Filip Hansson       |
| 9  | Sverige | A   | Patrik Adamczyk     |
| 27 | Sverige | A   | Sixten Cederholm    |
| 7  | Sverige | MV  | Alexis Norberg      |
| 69 | Kenya   | SP  | Jonatan Karlsson    |

## Meriter
- Allsvenskan: 2 säsonger
- Division 1 och 2:  20 säsonger
- Division 3: 33 säsonger
- DM-tecken: 31 stycken

### Fotnoter
1. ↑  Martin Alsiö (26 februari 2004). ”De allsvenska klubbarnas födelsedagar”. Bolletinen. http://www.bolletinen.se/sfs/allsvenskan/grundades.pdf. Läst 10 oktober 2011.
2. ↑  ”Truppen / IFK Uddevalla - A-lag”. www.ifkuddevalla.nu. https://www.ifkuddevalla.nu/ifkuddevalla-herr/truppen. Läst 11 januari 2018.